# Gazelle (A775)
Pour les articles homonymes, voir Gazelle_(homonymie).
Le BSR Gazelle (A775) est un navire de services français. Il a été construit  aux Chantiers et ateliers de la Perrière à Lorient. 
Ce remorqueur ravitailleur est de type Chamois, série de 6 bâtiments de soutien de région (BSR), dont les plans sont dérivés des remorqueurs ravitailleurs de plates-formes pétrolières de la Ferronia International Shipping (FISH).

## Service
Il est basé à Toulon depuis le 1er février 1978. La ville d'Antibes est sa marraine depuis le 14 juillet 1992.
Sa mission principale est le soutien logistique de la région maritime Méditerranée. Il a reçu des installations adaptées aux missions militaires . Avec une capacité de vivres de 30 jours il a un rayon d'action de plus de 7 000 milles.
Il peut aussi être sollicité pour les missions hydrographiques en Méditerranée.
Le 4 juin 2018 il est retiré du service actif, il est actuellement en attente de démantèlement à Toulon.

## Caractéristiques techniques

### Assistance en mer et ravitaillement
Une plateforme arrière permet un chargement jusqu'à 120 tonnes de fret. Il possède deux treuils de travail et remorquage de 30 tonnes de traction et deux treuils de touage de 4,5 tonnes.
Une grue hydraulique et une bigue de 50 tonnes de charge complètent cet équipement.

### Lutte anti-pollution
Le système embarqué Sirène 20 permet la récupération d'hydrocarbures en surface. Il est composé d'un tangon écarteur, d'un barrage concentrateur, d'un ensemble de pompage de 100 m3/h, et d'un réservoir flottant de grande capacité pour le stockage. Quand l'hydrocarbure se présente sous forme de boulettes, la récupération se fait avec un chalut récupérateur.

### Lutte incendie
Son système anti-incendie comprend 2 canons à mousse alimentés par une pompe au débit de 110 m3/h.

### Drôme
Une embarcation pneumatique 6 places avec un moteur hors-bord de  20 ch.